# Sonny Liston vs. Cassius Clay
Sonny Liston vs. Cassius Clay è stato un incontro di pugilato disputatosi il 25 febbraio 1964 presso la Convention Hall di Miami Beach, Florida, Stati Uniti. Fu il primo confronto tra i due pugili e uno dei match più attesi, seguiti e controversi nella storia dello sport. La rivista Sports Illustrated inserì il combattimento, vinto da Muhammad Ali al settimo round per abbandono dell'avversario, al quarto posto nella classifica dei più grandi momenti di sport del XX secolo.
Clay (che in seguito avrebbe cambiato il proprio nome in Muhammad Ali) divenne campione del mondo dei pesi massimi grazie alla vittoria per TKO su Liston. I due si sarebbero incontrati una seconda volta nel maggio 1965, in un rematch vinto da Ali al primo round per KO.

## Contesto
All'epoca Sonny Liston era il campione del mondo dei pesi massimi versione WBC e WBA, avendo "demolito" il campione uscente Floyd Patterson per KO al primo round nel settembre 1962. Dieci mesi dopo, Liston e Patterson si scontrarono nuovamente con il medesimo risultato: vittoria di Liston per KO alla prima ripresa.
Liston era il pugile più fisicamente impressionante e temibile della sua era, e veniva considerato da alcuni, il miglior peso massimo di sempre. Molti pugili si erano rifiutati di affrontarlo su un ring. Henry Cooper, il campione britannico, disse di essere interessato a un match per il titolo solo se Cassius Clay avesse battuto Liston, perché non voleva combattere contro di lui. Il manager di Cooper, Jim Wicks, dichiarò: «Non vogliamo incontrare Liston neanche per strada».
Liston aveva imparato a boxare in prigione nel Penitenziario di Stato del Missouri mentre scontava una condanna per rapina a mano armata. Per gran parte della sua carriera, il suo contratto di management fu di proprietà di Frankie Carbo, un ex killer della mafia membro della famiglia Lucchese, che aveva interessi nella boxe per conto di varie organizzazioni criminali. All'epoca la criminalità organizzata aveva ampie ramificazioni nel mondo del pugilato a qualsiasi livello, e Liston non sfuggì mai all'immagine di personificazione di tutto quello che c'era di "marcio e criminale nello sport", nonostante il fatto che il suo passato da galeotto fosse ormai lontano. Sulla stampa dell'epoca, veniva spesso descritto con epiteti razzisti quali "gorilla" e "negro con le mani come due grosse banane".
Il giovane Cassius Clay, invece, era uno spavaldo giovanotto di 22 anni dalla parlantina sciolta che amava le luci dei riflettori. Conosciuto come "The Louisville Lip", aveva vinto la medaglia d'oro alle Olimpiadi di Roma nel 1960. Era molto veloce ed in possesso di riflessi fulminei, per non parlare della potenza dei suoi colpi. Tuttavia, Clay era stato messo KO da Sonny Banks a inizio carriera quando combatteva nei dilettanti, e nei suoi precedenti due match, con Doug Jones e Henry Cooper, era stato vicino alla sconfitta. Quindi era dato per sfavorito contro il campione.
Liston si allenò poco e male per l'incontro, convinto che avrebbe mandato al tappeto Clay al primo o massimo entro il secondo round. Mangiò hot dog e bevve birra, non disdegnando anche di frequentare varie prostitute durante il periodo di allenamento.

### Promozione
Il programma televisivo I've Got a Secret dedicò vari segmenti alla promozione del match. Bill Cullen, Henry Morgan e Betsy Palmer pronosticarono che Liston avrebbe vinto al terzo, al secondo, e al primo round, rispettivamente. Il conduttore Garry Moore fu anche più pessimista circa le possibilità di vittoria di Clay, stimando che Liston lo avrebbe messo KO "in uno dei primi momenti della prima ripresa", aggiungendo: «Se fossi Cassius, prenderei un taxi e lascerei la città». L'attore Hal March si spinse anche oltre: «Penso che il match terminerà negli spogliatoi. Penso che [Clay] sverrà prima di salire sul ring».
La sera prima del match, il 24 febbraio 1964, lo show vide come ospiti Clay e il suo sparring partner Harvey Jones. Jones portò con sé una poesia scritta da Cassius Clay:
If Liston goes back an inch farther he'll end up in a ringside seat.
Clay swings with a left, 
Clay swings with a right,
Just look at young Cassius carry the fight.
Liston keeps backing but there's not enough room,
It's a matter of time until Clay lowers the boom.
Then Clay lands with a right, what a beautiful swing,
And the punch raised the bear clear out of the ring.
Liston still rising and the ref wears a frown,
But he can't start counting until Sonny comes down.
Now Liston disappears from view, the crowd is getting frantic
But our radar stations have picked him up somewhere over the Atlantic.
Who on Earth thought, when they came to the fight,
That they would witness the launching of a human satellite.
Hence the crowd did not dream, when they laid down their money,
That they would see a total eclipse of Sonny.»
(Cassius Clay)
Clay presentò il poema anche nel corso del programma The Jack Paar Show con Liberace a fornire un sottofondo musicale improvvisato al pianoforte.

### Nation of Islam
Svariate settimane prima dell'incontro, il Miami Herald pubblicò un articolo nel quale il padre di Cassius Clay affermava che suo figlio si era unito ai Black Muslims quando aveva diciotto anni. «Da allora lo stanno martellando», disse Clay Sr., «è così confuso ora che non sa nemmeno dove si trova». Egli inoltre dichiarò che anche il figlio minore, Rudy Clay, si era unito all'organizzazione. «Hanno rovinato i miei due ragazzi», «i musulmani dicono ai miei ragazzi che devono odiare l'uomo bianco, le donne, la loro stessa madre». Clay Jr. rispose dicendo: «Non mi importa cosa dice mio padre... Mi sto allenando per un match, e questo è tutto quello che ho da dire».
Quando la notizia cominciò a diffondersi, trovare dei promoter per l'incontro divenne sempre più difficile. Bill MacDonald, il principale promotore, cercò di annullare il combattimento fino a quando Clay non avesse disconosciuto pubblicamente la Nation of Islam. Clay rifiutò. Venne raggiunto un compromesso quando Malcolm X, all'epoca amico di Clay e portavoce della Nation of Islam (sebbene egli avesse già avuti alcuni dissidi con la stessa), accettò di tenere un profilo basso, almeno fino alla sera del combattimento. Sebbene Clay non collegò ufficialmente la propria immagine con la Nation of Islam e il suo leader, Elijah Muhammad, fino al giorno dopo il match, la sua evidente affinità con la Nation, organizzazione vista da molti come un gruppo che fomentava l'odio religioso e razziale, complicò ulteriormente le sue relazioni con la stampa e il pubblico mainstream, principalmente costituito da bianchi della classe media.

## L'incontro

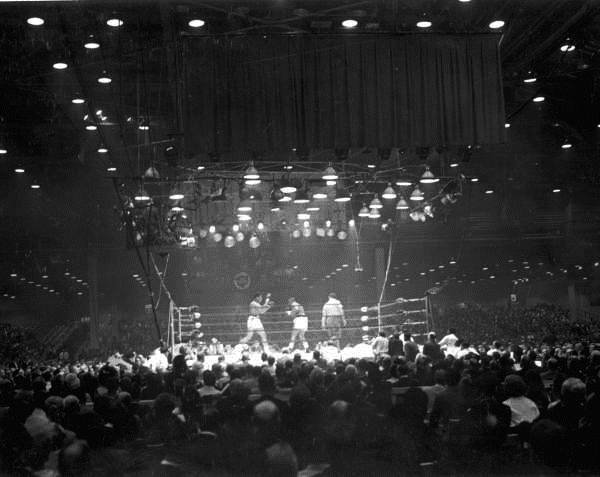
Sonny Liston vs. Cassius Clay, Miami Beach, Florida, 1964

A posteriori, Clay parlò delle sue sensazioni nei momenti immediatamente precedenti al match: «Non mentirò, ero spaventato ... Lui mi spaventava, sapendo quanto forte colpiva. Ma non avevo alternative, dovevo uscire fuori e combattere».
Al suono del gong, Liston si avventò brutalmente su Clay, cercando di far terminare l'incontro velocemente. Tuttavia, la superiore velocità di Clay e la sua migliore mobilità sul ring furono subito evidenti, tanto che egli riuscì a evitare molti dei colpi dell'avversario. Con il passare del tempo, Clay prese sempre più confidenza. Colpì Liston con una combinazione di colpi che mandarono in visibilio la folla. Nel secondo round, Liston riuscì a mettere Clay alle corde e a colpirlo con un potente gancio sinistro. Nella terza ripresa, Clay iniziò definitivamente a prendere il controllo del match. Dopo circa 30 secondi, riuscì a mettere a segno ai danni di Liston alcune combinazioni di colpi, causandogli una ferita sotto l'occhio sinistro, che poi richiese otto punti di sutura. 
l termine della quarta ripresa, Clay, tornato al suo angolo, disse al suo allenatore Angelo Dundee che gli bruciavano gli occhi e non ci vedeva quasi più. Dundee gli rispose che si trattava di un match per il titolo e doveva resistere e tenere duro ugualmente. Successivamente Clay avrebbe detto che durante il round seguente era riuscito a vedere solamente la sagoma di Liston, ma che la sua velocità lo aveva salvato. Nel sesto round, Clay si riprese, e cominciò a tempestare di pugni l'avversario.
Circa il finale del match esistono due versioni differenti su quanto accadde nell'angolo di Liston. Secondo il biografo di Ali David Remnick, Liston disse ai suoi secondi: «Questo è tutto», e ciò portò i suoi collaboratori a pensare che il pugile si fosse infine talmente infuriato da vincere il match, ma in realtà Liston ne aveva abbastanza e non voleva più proseguire, cosa che indicò sputando il paradenti. Tuttavia, secondo il biografo di Liston Paul Gallender, Sonny aveva la spalla praticamente paralizzata al termine della sesta ripresa, e il suo angolo decise di fermare il combattimento, nonostante le proteste di Liston. Secondo questa versione, Liston avrebbe sputato il paradenti in segno di disgusto, perché non reputava che Clay fosse un combattente migliore di lui.
Quando suonò il gong del settimo round, Clay fu il primo a capire che Liston si era ritirato. Si portò al centro del ring con le braccia alzate in segno di vittoria mentre Howard Cosell, telecronista a bordo ring, urlava: «Apettate un momento! Aspettate un momento! Sonny Liston non sta uscendo!». Cassius Clay fu dichiarato vincitore per KO tecnico a causa dell'abbandono dell'avversario. Si trattò della prima volta fin dal 1919 che un titolo mondiale dei pesi massimi si assegnava per ritiro del campione. Sentendo di avere compiuto un'impresa storica, Clay si mise a urlare: «I'm the greatest!» ("Sono il più grande!"). Tuttavia, al momento della sospensione le valutazioni dei giudici di gara indicavano perfetta parità: Barney Felix valutava 57-57, Bernie Lovett 58-56 a favore di Liston, Gus Jacobson 58-56 a favore di Clay. L'incontro fu dichiarato il miglior match del decennio, anche se Liston, che in nessuna fase del match aveva mostrato la furia distruttiva che lo contraddistingueva, aveva chiaramente deluso le aspettative. Durante la tradizionale conferenza stampa post-match, Clay definì "ipocriti" i giornalisti e disse: «Guardatemi. Non un segno in faccia. Non potrei mai essere un perdente. Sono troppo grande. Salutate il campione!».

### Arbitro e giudici
- Arbitro: Barney Felix
- Giudice: Bunny Lovett
- Giudice: Gus Jacobson

## Conseguenze
Grazie alla vittoria su Liston e alla conquista del titolo, la carriera di Cassius Clay prese definitivamente il volo. Il 27 febbraio 1964, Clay annunciò di essere entrato a far parte della Nation of Islam. Iniziò quindi a farsi chiamare "Cassius X", dato che i membri dell'organizzazione adottavano come cognome la lettera X non volendo utilizzare ulteriormente il nome assegnato alle loro famiglie dagli schiavisti bianchi.
Il 6 marzo 1964 Elijah Muhammad annunciò alla radio che il nuovo nome di Clay sarebbe stato "Muhammad Ali".
Il 1º marzo 1964 Ed Sullivan dichiarò nel suo show: «Ho visto il combattimento tra Liston e Clay. Una schifezza totale. Giuro che i Beatles avrebbero potuto batterli entrambi! Senza scherzi!». I Beatles erano stati ospiti al The Ed Sullivan Show per due volte nel febbraio 1964. Durante la loro seconda apparizione, il 16 febbraio, Sullivan aveva avuto tra il pubblico in studio Liston e Joe Louis che si erano alzati in piedi per applaudire il gruppo; i Fab Four avevano inoltre fatto visita a Cassius Clay nella sua palestra mentre si allenava per l'incontro.

### Polemiche

#### Tentativo di accecare Clay
Alcuni nell'ambiente della boxe ipotizzarono che una sostanza utilizzata sui suoi guantoni da uno dei secondi di Liston, Joe Pollino, possa aver inavvertitamente causato l'irritazione oculare che accecò momentaneamente Clay nel quinto round. Due giorni dopo l'incontro, il pugile Eddie Machen disse che i secondi di Liston avevano fatto un uso deliberato di sostanze illegali al fine di accecare Clay. «Mi capitò la stessa cosa quando affrontai Liston nel 1960», dichiarò Machen. «Pensai che gli occhi mi stessero prendendo fuoco, e Liston sembrava sapere benissimo cosa mi stava accadendo». Tuttavia, Machen non menzionò mai nessun problema agli occhi dopo il suo match con Liston, citando solo un infortunio al braccio come causa della sconfitta.

#### Infortunio alla spalla
Liston riferì di aver abbandonato il match a causa di un infortunio alla spalla, e da subito ci furono speculazioni circa la reale entità dell'infortunio, se avesse o meno potuto pregiudicare il proseguimento dell'incontro. Immediatamente dopo il match, Liston disse ai commentatori che si era fatto male alla spalla nel primo round. Il dott. Alexander Robbins, medico a capo della Miami Beach Boxing Commission, diagnosticò a Liston un tendine strappato nella spalla sinistra.
Per il suo libro King of the World: Muhammad Ali and the Rise of an American Hero, David Remnick parlò con uno dei secondi di Liston, il quale gli disse che Liston avrebbe potuto benissimo continuare il combattimento.
Il giornalista di Sports Illustrated Tex Maule scrisse che l'infortunio alla spalla di Liston era reale. A supporto di tale ipotesi, egli citò l'impossibilità di Liston di alzare il braccio sinistro durante l'incontro, e la diagnosi della commissione medica: "Un'equipe medica di otto dottori visitò Liston al St. Francis Hospital di Miami Beach e tutti i medici furono concordi nel dire che la sua situazione clinica era troppo grave per permettergli di continuare l'incontro".

#### Accuse di presunta combine
Ci furono alcuni sospetti di una "combine" messa in atto per truccare l'incontro. Arthur Daley del New York Times smentì queste voci scrivendo: «Quando un incontro finisce nel modo in cui è finito questo, con il mostro imbattibile che rimane nel suo angolo, i sospetti di un furto arrivano immediatamente. Non sono aiutati dal fatto che Liston, un ex detenuto, è stato sponsorizzato da mafiosi all'inizio della sua carriera. Perché la teoria del furto sia valida, tuttavia, ci dovrebbe essere una ragione schiacciante per questo. Le prospettive di una combine possono essere scartate perché le probabilità erano 8 a 1 in favore di Liston e non sono mai cambiate. Se ci fosse stata una importante scommessa in denaro sul perdente, le probabilità sarebbero precipitate. Questo è un barometro infallibile. Cosa avrebbe guadagnato Liston perdendo il combattimento? Il campionato dei pesi massimi è il bene più prezioso nel mondo dello sport e nemmeno un uomo dal passato criminale di Liston lo butterebbe volentieri via. Anche perché il titolo gli ha portato un'aura di rispettabilità quale non aveva mai conosciuto prima».
Dopo un'indagine durata un mese, il procuratore distrettuale Richard E. Gerstein concluse che non sussistevano prove di una evidente combine, e alla medesima conclusione arrivò anche una commissione del Senato degli Stati Uniti tre mesi dopo. L'infortunio alla spalla di Sonny Liston fu effettivamente diagnosticato il giorno successivo in ospedale. Secondo la moglie Geraldine il campione si sarebbe slogato la spalla qualche tempo prima del match, ma non vi aveva dato peso. I secondi di Liston ritenevano che il campione si fosse infortunato già al primo round ma ci furono molti dubbi: si pensò che il campione, fermo ormai da molti mesi, non si fosse adeguatamente allenato. Il campione era apparso l'ombra del micidiale picchiatore che da sei anni dominava la scena mondiale, di fronte al quale il giovane Cassius Clay non avrebbe probabilmente avuto scampo.
Le voci di eventuale combine, quindi, continuarono a circolare. L'abbandono della gara apparve ad alcuni poco credibile. Liston era molto resistente al dolore: dieci anni prima aveva combattuto il match contro Marty Marshall con una mascella fratturata per 10 riprese. Sospetta apparve soprattutto la ridotta aggressività di Liston, le cui goffe movenze sul ring sembravano studiate per esaltare l'agilità dell'avversario. Ai suoi sostenitori non sembrava possibile che il “re delle bestie” Liston abdicasse dal titolo in modo così remissivo, dopo un incontro nel quale aveva privilegiato il fioretto rispetto alla sciabola. 
I sospetti si basavano principalmente su voci relative a ingenti scommesse contro il favorito dell'incontro. Le scommesse e le borse dell'incontro furono provvisoriamente bloccate e furono avviate indagini. La volatilità delle quotazioni delle scommesse nell'imminenza dell'incontro di Miami, secondo l'avvocato generale della Florida, era la prova di una combine di cui molti erano a conoscenza. Tali indizi furono tuttavia giudicati insufficienti e l'inchiesta fu archiviata.
Un'altra inchiesta federale svoltasi nel 1965, però, appurò che la società Intercontinental Promotions con sede legale in Pennsylvania controllata dal mafioso Frankie Carbo e dai fratelli Nilon assicurava al Liston (che ne era presidente) già dal 1964 una percentuale del 46% sui futuri introiti organizzativi degli incontri del giovane Clay. La Intercontinental Promotions, inoltre, avrebbe indirettamente finanziato il Louisville Syndicate (l'associazione che sosteneva Cassius Clay) per promuovere la carriera del giovane pugile.
Successivamente l'FBI, secondo documenti pubblicati dal Washington Times, avrebbe raccolto testimonianze secondo le quali Irving "Ash" Resnick, un ex pugile responsabile degli eventi sportivi del Thunderbird Hotel, sospettato di collegamenti con la mafia, avrebbe pilotato d'accordo con il Liston, l'esito dell'incontro. Proprio Resnick era all'angolo di Liston nell'incontro mondiale. In particolare, in un interrogatorio, Barnett Magids, uno scommettitore di Houston, sostenne che Resnick e Liston avrebbero incassato un milione di dollari a testa scommettendo su Cassius Clay.
Secondo altre testimonianze, raccolte in seguito dall'FBI, la mafia di Chicago, guidata da Sam Giancana, avrebbe voluto la sconfitta di Liston, controllato dal Carbo per conto della famiglia Lucchese, e avrebbe pilotato ingenti scommesse contro il campione in carica. 
Come detto, però, sia la procura distrettuale che una commissione del Senato degli Stati Uniti avevano concluso che non sussistevano prove di una evidente combine. 
Alle autorità pugilistiche, tuttavia, sembrò irregolare la circostanza che nel contratto dell'incontro con Clay fosse stata già stabilita una rivincita a favore di Liston e che nell'ottobre 1963 la società mafiosa avrebbe acquistato dal Louisville Syndicate i diritti per l'organizzazione della gara successiva. Giudicato colpevole di violazione delle regole sportive, nel 1965 Liston subì una squalifica di un anno, più tardi ridotta a sei mesi. Liston dovette anche versare le tasse relative ai guadagni conseguenti al match di Miami, pari a 2,7 milioni di dollari.

## Nei media
L'incontro è protagonista delle vicende narrate nel film del 2020 Quella notte a Miami... (One Night in Miami...).